# Xuan Cándano
Xuan Cándano (San Esteban de Bocamar, 1959) es un periodista y escritor.
Ha sido periodista en diversos medios, así como fundador y director durante casi diez años de la revista Atlántica XXII.

## Biografía
Xuan Cándano nació en San Esteban de Bocamar en 1959. Hizo el bachillerato en el colegio San Luis de Pravia, tras lo que emprendió la carrera de periodismo, entrando en el oficio en 1981.
Ha trabajado en periódicos como Unidad, La Voz de Avilés, La Voz de Asturias, Hoja del Lunes o Diario 16, así como en radiotelevisión y agencias de noticias.
En los años 90 puso en marcha la productora de informativos televisivos Bocamar.
Fue jefe de prensa de la universidad de Oviedo. Fundó y dirigió durante diez años la revista Atlántica XXII.
Con la publicación en 2022 de No hay país, Cándano buscó un acercamiento «riguroso» al pasado reciente de Asturias, para lo que realizó más de cien entrevistas personales. En 2024 publicó Operación Caperucita, en el que aborda la implicación que tuvieron varios intelectuales en el primer gran atentado de ETA, encabezados por Eva Forest y Alfonso Sastre.

## Publicaciones
- El Pacto de Santoña (1937), la rendición del nacionalismo vasco al fascismo. La Esfera de los Libros. 2006. ISBN 978 84 97344-56-2.[3]
- La extraña tribu de las manos limpias. La Última Canana de Pancho Villa. 2020.[3]
- Mas bien del revés. Más madera. 2022.[3]
- No hay país. Crónica política (y sentimental) de Asturias (1975-2022). Gijón: Hoja de Lata. 2022. ISBN 978-84-18918-10-0.[3]
- Operación Caperucita. Akal. 2024. ISBN 978-84-16842-92-6.

## Colaboraciones
- El mundo en torno a un balón. Más madera.
- Llume. Relatos para una colección. Más madera.